# Гнучкий вал

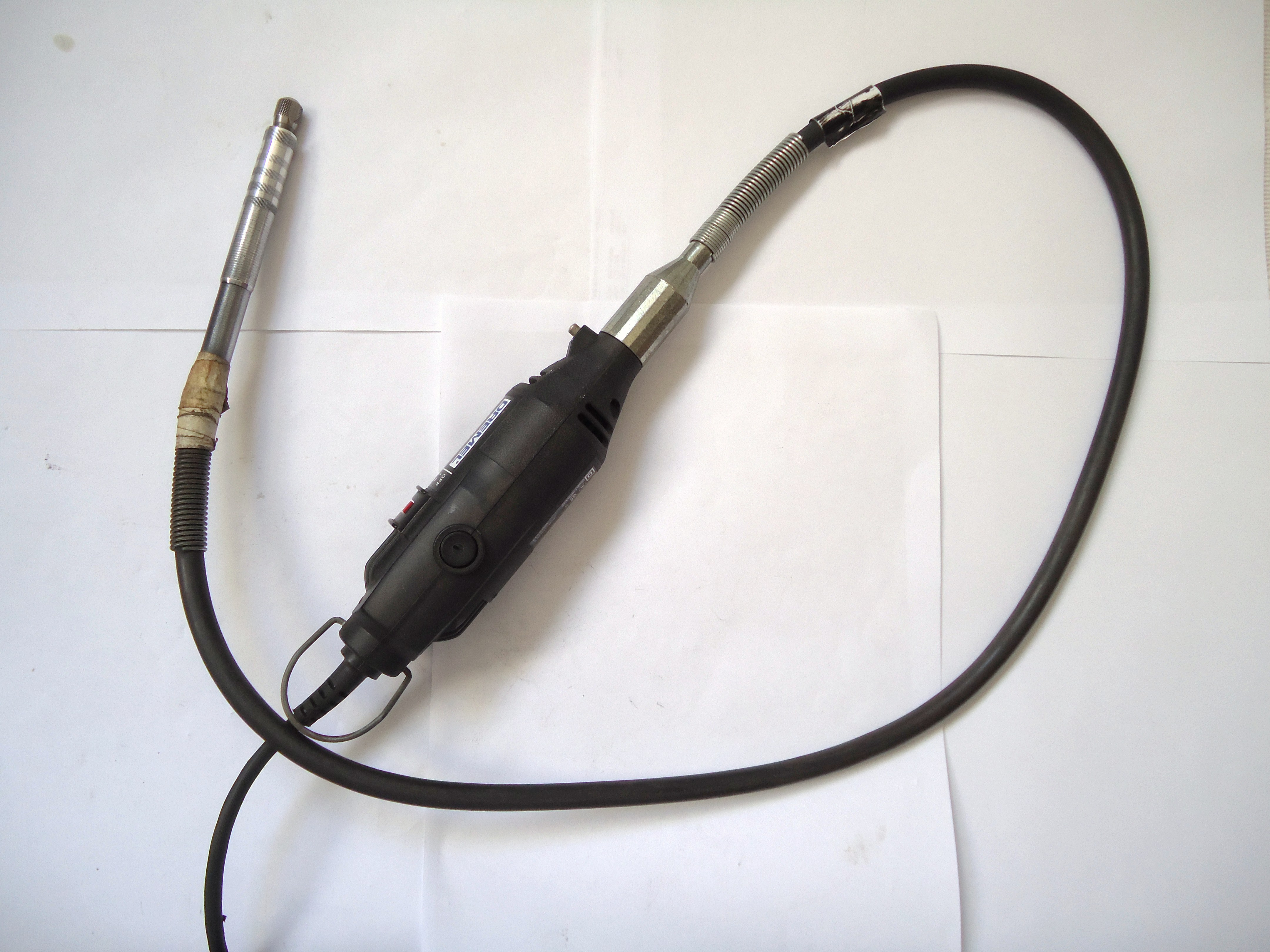
Гнучкий вал з двигуном для ювелірних робіт

Гнучки́й вал — пружний вал, що характеризується податливістю при згині та великою жорсткістю при крученні.

## Історична довідка
Вперше ідею гнучкого вала запропонував і реалізував у 1829 році Джеймс Несміт — шотландський інженер, відомий, в тому числі, винаходом парового молота. Перед ним стояло завдання провести свердління отворів у важкодоступних місцях, яке він і вирішив, використовуючи гнучкий вал для передачі обертання з віддаленого двигуна. Відтоді конструкція вала не зазнала помітних змін. Цікаво, що Джеймс Несміт не став її патентувати.

## Конструктивні особливості
Складається з декількох шарів (від 2 до 6) скручених сталевих або бронзових дротів. Сусідні шари мають протилежний напрямок навивки. Такий вал поміщається в еластичну захисну оболонку (броню), котра обмежує і направляє його, захищає від ушкоджень і забруднень, зберігає на ньому консистентне змащення. Гнучкий вал приєднують до ведучого і веденого елементів привода за допомогою спеціальної арматури.
Такі вали призначені для передавання невеликих крутних моментів при великих (до 50000 об/хв) частотах обертання в режимі неперервної експлуатації. Розрізняють гнучкі вали правого і лівого обертання.

## Використання
Мають широке застосування у техніці спеціального призначення у медицині, автомобільній техніці, засобах автоматизації (механізований інструмент, прилади контролю, зуболікарські бормашини і т. ін.).